# Homopteroidea shelfordi
Homopteroidea shelfordi är en kackerlacksart som beskrevs av Hanitsch 1925. Homopteroidea shelfordi ingår i släktet Homopteroidea och familjen Polyphagidae. Inga underarter finns listade i Catalogue of Life.